# Archanara pallida
Archanara pallida là một loài bướm đêm trong họ Noctuidae.